# Râul Izvorul Iezerului
Râul Izvorul Iezerului este un curs de apă, afluent al râului Târnava. 